# Albert Geromini
Albert Geromini, švicarski hokejist, * 10. april 1896, † december 1961, Thalwil, Zürich, Švica. 
Geromini je igral hokej na ledu s švicarsko reprezentanco in z njo nastopil na Zimskih olimpijskih igrah 1928 ter tam osvojil bronasto medaljo, več svetovnih prvenstvih, na katerih je osvojil tri bronaste medalje, in več evropskih prvenstvih, na katerih je prav tako osvojil tri bronaste medalje.